# Franz Mai
Franz Wilhelm Mai (* 31. Dezember 1911 in Köln; † 26. Oktober 1999 in Saarbrücken) war ein deutscher Jurist und von 1958 bis 1977 erster Intendant des Saarländischen Rundfunks als öffentlich-rechtliche Rundfunkanstalt.

## Leben
Franz Mai kam kurz nach seiner Geburt nach Saarbrücken, wo sein Vater als Oberregierungsrat tätig war. Hier besuchte er zunächst das Ludwigsgymnasium, von 1927 an die Jesuitenkollegs in Feldkirch (Österreich) und Bad Godesberg. 1932 legte er das Abitur am Friedrich-Wilhelm-Gymnasium (Trier) ab, wo er den Scheffelpreis seines Jahrgangs erhielt. Anschließend studierte er in Frankfurt am Main, München und Bonn Rechtswissenschaft, daneben auch Philosophie und Kunstgeschichte. 1935 legte er das erste, 1940 das zweite juristische Staatsexamen ab, bereits zuvor (1939) war er von der juristischen Fakultät der Rheinischen Friedrich-Wilhelms-Universität Bonn mit der Dissertation Die rechtliche Stellung des Heimarbeiters und des Hausgewebetreibenden zum Doktor (Dr. iur.) promoviert worden. Nach dem zweiten Staatsexamen wurde er zur Wehrmacht eingezogen und erlitt im Zweiten Weltkrieg zwei schwere Verwundungen. Im August 1945 kehrte Mai aus französischer Kriegsgefangenschaft zurück und trat eine Stelle als Amtsgerichtsrat in Frankfurt am Main an. 1950 kam er ans Bundeskanzleramt, noch im selben Jahr wurde er zweiter, 1951 dann erster persönlicher Referent von Bundeskanzler Konrad Adenauer. 1952 wechselte er in das Bundespresseamt, wo er zunächst Leiter der Abteilung für Film, Funk und Fernsehen, dann bis Ende 1957 Leiter der zentralen Verwaltung war. Anfang der 1950er Jahre verfasste Mai zusammen mit anderen Autoren einige Gesetzeskommentare zum Wohnungs- und Mietrecht.
Mit dem Beitritt des Saarlandes zur Bundesrepublik Deutschland am 1. Januar 1957 wurde die bisherige Saarländischer Rundfunk GmbH zu einer öffentlich-rechtlichen Sendeanstalt, die Leitung hatte zunächst noch der seit 1955 amtierende vorläufige Geschäftsführer Eugen Meyer inne. Im Juni 1957 erfolgte die Wahl Franz Mais zum Intendanten, er trat sein Amt am 1. Januar 1958 an und wurde 1962, 1967 sowie 1972 jeweils wiedergewählt. Mai initiierte 1964 mit der Europawelle (später Europawelle Saar, dann SR 1 Europawelle) das erste überwiegend auf Popmusik basierende Programm in der deutschen Hörfunkgeschichte. In seine Amtszeit fällt der Bau des 1965 eingeweihten neuen Funkhauses auf dem Halberg. Auch die seit 1968 verliehene Goldene Europa geht auf eine persönliche Idee Mais zurück. Nach seiner letzten fünfjährigen Amtsperiode trat Mai am 31. Dezember 1977 in den Ruhestand, sein Nachfolger wurde Hubert Rohde.
Franz Mai verfasste auch Gedichte (Gedichtband Des Lebens stille Flut, 1987) und Hörspiele (zum Beispiel Große deutsche Demokraten: Joseph von Görres, produziert vom Hessischen Rundfunk 1957). Er setzte sich für die Förderung der deutsch-französischen Beziehungen ein und war langjähriger Vorsitzender und später Ehrenvorsitzender der Deutsch-französischen Gesellschaft Saar e. V., die seit 1994 an Schülerinnen und Schüler des Deutsch-Französischen Gymnasiums Saarbrücken jährlich den Franz-Mai-Preis vergibt. Die Auffahrt zum Funkhaus Halberg in Saarbrücken erhielt 2000 den Namen Franz-Mai-Straße. Sein Nachlass ist im Landesarchiv Saarbrücken überliefert.

## Kontroversen
Als Intendant des Saarländischen Rundfunks stand Franz Mai im Mittelpunkt zahlreicher öffentlichkeitswirksamer Kontroversen. Durch seine Entscheidung, das Hörfunkprogramm der für 1964 geplanten Europawelle ganztägig mit Werbung zu unterbrechen und Wirtschaftsunternehmen als Sponsoren von Programmteilen zu gewinnen, drohte dem SR Ende 1963 der Ausschluss aus der ARD; der Konflikt konnte jedoch beigelegt werden. 1969 erklärte Mai unter großer medialer Beachtung seinen Austritt aus der drei Jahre zuvor gegründeten Deutschland-Stiftung, da diese sich seiner Ansicht nach vom geistigen und politischen Erbe Konrad Adenauers entfernt hatte. Aufsehen erregten die zahlreichen Versuche des als dezidiert konservativ bekannten CDU-Mitglieds Mai, politisch „linke“ Positionen aus dem Programm des SR hinauszuredigieren und SPD-nahe Mitarbeiter von Führungspositionen innerhalb der Sendeanstalt fernzuhalten.
Im Juni 1971 kündigte Mai fristlos dem leitenden Redakteur der Literaturabteilung, Arnfrid Astel, weil dieser bei einer CDU-Veranstaltung einen kritischen Zwischenruf angebracht hatte, worin Mai einen schweren Verstoß gegen journalistische Standespflichten sah. Unverzüglich nach Ausspruch der Kündigung ließ er Astel von zwei Männern aus dessen Büro und dem Funkhaus schaffen. Nachdem das Arbeitsgericht die Kündigung aufgehoben hatte, sprach Mai im September eine erneute fristlose Entlassung gegen Astel aus, jetzt wegen der Veröffentlichung eines angeblich linksradikalen politischen Epigramms. Der so genannte „Fall Astel“ schlug im Herbst 1971 politisch und öffentlich hohe Wellen. Die Juso-Landesgruppe Saar veranstaltete, mitorganisiert von Oskar Lafontaine, mehrere Go-ins im Verwaltungsrat des SR, der Abgeordnete Friedel Läpple eröffnete im Landtag eine Debatte über den Fall. In seiner Aufsehen erregenden Neujahrsansprache am 1. Januar 1972 erklärte der Intendant, eine „publizistische Libertinage“ gefährde die demokratische Grundordnung und er werde „Kräfte einer linksradikalen Romantik“ im Saarländischen Rundfunk nicht dulden. Arnfrid Astel, vertreten durch Rechtsanwalt Arno Walter, obsiegte auch in einem Arbeitsgerichtsprozess bezüglich seiner zweiten Kündigung sowie in zwei von Mai angestrengten Berufungsverfahren bis hin zum Bundesarbeitsgericht und konnte 1973 auf seinen Posten zurückkehren.
1976 unterlag Franz Mai in letzter Instanz vor dem Oberverwaltungsgericht des Saarlandes gegen den Historiker Heribert Schwan, aus dessen vierteiliger Fernsehdokumentation über die Nachkriegsgeschichte des Saarlandes er ohne Genehmigung des Autors kritische Passagen über die saarländische Regierungspolitik zwischen 1945 und 1955 entfernt oder verändert hatte.

## Auszeichnungen (Auswahl)
- Großes Verdienstkreuz des Verdienstordens der Bundesrepublik Deutschland (1972)
- Kommandeurskreuz des Verdienstordens des Großherzogtums Luxemburg (1976)
- Offizier der französischen Ehrenlegion (1976)
- Saarländischer Verdienstorden (1977)[9]

## Veröffentlichungen (Auswahl)
- Die rechtliche Stellung des Heimarbeiters und des Hausgewerbetreibenden. Mayr, Würzburg 1939 (zugleich: Dissertation Universität Bonn 1939)
- Hans Friese / Franz Mai: Das Wohnungseigentumsgesetz. Verlag Kommentator, Frankfurt am Main 1951
- Franz Mai / Hellmut Bormann: Das geltende Mietpreisrecht unter besonderer Berücksichtigung der Verordnung PR 71/51 vom 29. November 1951. Verlag Kommentator, Frankfurt am Main 1952
- August Seeling / Franz Mai / Herbert Krüger: Probleme der Binnenstruktur der öffentlich-rechtlichen Rundfunkanstalten. Vortragsveranstaltung vom 17. und 18. Mai 1974. Beck, München 1974, ISBN 3-406-03875-1
- Willi Geiger / Franz Mai / Heinz Burghart: Der öffentlich-rechtliche Rundfunk zwischen Staat, Parteien und Interessen. Edition Interfromm, Zürich 1978, ISBN 3-7201-5108-5
- Zeitgenosse einer Zeitwende. Geburtstagsrede eines Siebzigjährigen. Persönliche Reflexionen über die geistige Krise unserer Zeit. Selbstverlag, Saarbrücken 1981
- Des Lebens stille Flut. Ausgewählte Gedichte. Krause, Freiburg im Breisgau 1987, ISBN 3-923523-11-4
- Die Zukunft des Glaubens und die Krise der Religionen der Gegenwart. Versuch eines neuen glaub-würdigen religiösen Weltbildes. Reflexionen, Fragen, Hypothesen, Bekenntnisse eines nachdenklichen Zeitgenossen. Krause, Freiburg im Breisgau 1989, ISBN 3-923523-12-2
- Einige ausgewählte Reden und Schriften. Band 1: Zur Zeitgeschichte. Zur kulturpolitischen und geistesgeschichtlichen Situation der Gegenwart. Krause, Freiburg im Breisgau 1991